# ویه، استونی
ویه، استونی (به لاتین: Vee, Estonia) یک روستا در استونی است که در دهستان هالینگا واقع شده‌است.